# Pierre-Émile Gounelle
Pierre-Émile Gounelle, född den 9 juni 1850 i Paris, död den 2 oktober 1914 i Paris, var en fransk entomolog och naturhistoriker.
Från 1884 gjorde Gounelle flera vetenskapliga expeditioner till Brasilien och är främst ihågkommen för sina undersökningar av långhorningar i Brasilien. Han testamenterade sina entomologiska böcker till Société entomologique de France. Växterna han samlade in kom att bli en del av herbariumet vid Muséum national d'histoire naturelle.
Gounelle har fått arterna Barbacenia gounelleana, Leiothrix gounelleana, Pilosocereus gounellei och Pseudopilocereus gounellei uppkallade efter sig.
Auktorsnamnet Goun. kan användas för Pierre-Émile Gounelle i samband med ett vetenskapligt namn inom zoologin; se Wikipedia-artiklar som länkar till auktorsnamnet.